# استنلی اندرسون
استنلی اندرسون (به انگلیسی: Stanley Anderson) (زاده ۲۳ اکتبر ۱۹۳۹ - درگذشته ۲۴ ژوئن ۲۰۱۸) بازیگر آمریکایی بود.
از فیلم‌های معروف او می‌توان به بازی در فیلم‌های هیئت منصفه فراری، دلیل زندگی، آن زن گفت، آن مرد گفت و فریب‌خورده اشاره کرد.